# Дані Родрігес (футболіст, 2005)
Даніе́ль Родрі́гес Кре́спо (ісп. Daniel Rodríguez Crespo; нар. 21 листопада 2005) — іспанський футболіст, півзахисник клубу «Барселона».

## Клубна кар'єра
Займався футболом в системі клубу «Реал Сосьєдад», звідки 2020 року перебався до академії «Барселони». 16 вересня 2023 року дебютував за резервну команду клубу в матчі Прімери Федерасьйон проти «Фуенлабради». 1 грудня 2024 року в поєдинку проти «Арентейро» забив свій перший гол у кар'єрі.
3 травня 2025 року дебютував в основному складі «Барселони» в матчі Ла-Ліги проти клубу «Реал Вальядолід», вийшовши з перших хвилин гри, втім залишив поле наприкінці першого тайму через ушкодження плеча. В травні 2025 року переніс операцію на плечі, а термін відновлення становитиме три-чотири місяці.

## Кар'єра в збірній
Виступав за збірні Іспанії до 17, до 18 і до 19 років. В травні 2022 року в складі збірної до 17 років брав участь в юнацькому чемпіонаті Європи в Ізраїлі. На турнірі зіграв 4 поєдинки, відзначившись м'ячем проти збірної Туреччини, а його команда дійшла до чвертьфіналу, де поступилась португальцям.
В липні 2023 року виступав за збірну до 19 років на юнацькому чемпіонаті Європи, що проходив на Мальті. На турнірі провів 3 матчі, а його команда поступилась у півфіналі збірній Італії. В липні 2024 року потрапив в заявку збірної на юнацький чемпіонат Європи в Північній Ірландії. На турнірі провів 5 матчів, відзначившись голом проти збірної Франції, та допоміг своїй команді здобути золоті нагороди.

## Статистика виступів
Станом на 3 травня 2025 
| Клуб              | Сезон             | Чемпіонат           | Чемпіонат | Чемпіонат | Кубок | Кубок | Єврокубки | Єврокубки | Інші  | Інші | Всього | Всього |
| Клуб              | Сезон             | Дивізіон            | Матчі     | Голи      | Матчі | Голи  | Матчі     | Голи      | Матчі | Голи | Матчі  | Голи   |
| ----------------- | ----------------- | ------------------- | --------- | --------- | ----- | ----- | --------- | --------- | ----- | ---- | ------ | ------ |
| Барселона Б       | 2023–24           | Прімера Федерасьйон | 13        | 0         | —     | —     | —         | —         | —     | —    | 13     | 0      |
| Барселона Б       | 2024–25           | Прімера Федерасьйон | 10        | 3         | —     | —     | —         | —         | —     | —    | 10     | 3      |
| Барселона Б       | Всього            | Всього              | 23        | 3         | 0     | 0     | 0         | 0         | 0     | 0    | 23     | 3      |
| Барселона         | 2024–25           | Ла-Ліга             | 1         | 0         | 0     | 0     | 0         | 0         | —     | —    | 1      | 0      |
| Всього за кар'єру | Всього за кар'єру | Всього за кар'єру   | 24        | 3         | 0     | 0     | 0         | 0         | 0     | 0    | 24     | 3      |

## Досягнення
«Барселона»
- Чемпіон Іспанії: 2024–25[19]

Збірна Іспанії (до 19)
- Переможець юнацького чемпіонату Європи (до 19 років): 2024[20]

Особисті
- Символічна збірна юнацького чемпіонату Європи (до 19 років): 2024[21]